# Morfin (film)
Morfin (danska: Brevet fra afdøde) är en dansk dramathrillerfilm från 1946 i regi av Johan Jacobsen. I huvudrollerna som läkaren Arne Lorentzen och hans hustru Gerd ses Eyvind Johan-Svendsen och Sonja Wigert. Filmen hade svensk premiär den 17 februari 1950. 

## Rollista i urval
- Eyvind Johan-Svendsen - Arne Lorentzen, överläkare
- Sonja Wigert - Gerd
- Gunnar Lauring - Poul Henriksen, arkitekt
- Inge Hvid-Møller - Frk. Steen, sekreterare
- Axel Frische - Thorsen, polisinspektör
- Karin Nellemose - läkarens första fru
- Preben Lerdorff Rye - skådespelare
- Liselotte Bendix - Ninna
- Povl Wöldike - detektiv
- Paul Holck Hofmann - vakt i bunker
- Per Buckhøj - betjänt
- Henry Nielsen - Teltholder på Dyrehavsbakken
- Minna Jørgensen - kvinna i skyddsrum
- Carl Johan Hviid - man i skyddsrum
- Jakob Nielsen - svartabörshandlare
- Christian Jørgen Tribini - sig själv